# فيكتور مارتن
فيكتور مارتن هو سياسي كندي، ولد في 30 سبتمبر 1903 في كندا، وتوفي في 26 ديسمبر 1950 في مونتريال في كندا. حزبياً، نشط في الحزب الليبرالي في أونتاريو ‏. وقد انتخب عضو برلمان مقاطعة أونتاريو.